# Rasmus Winther

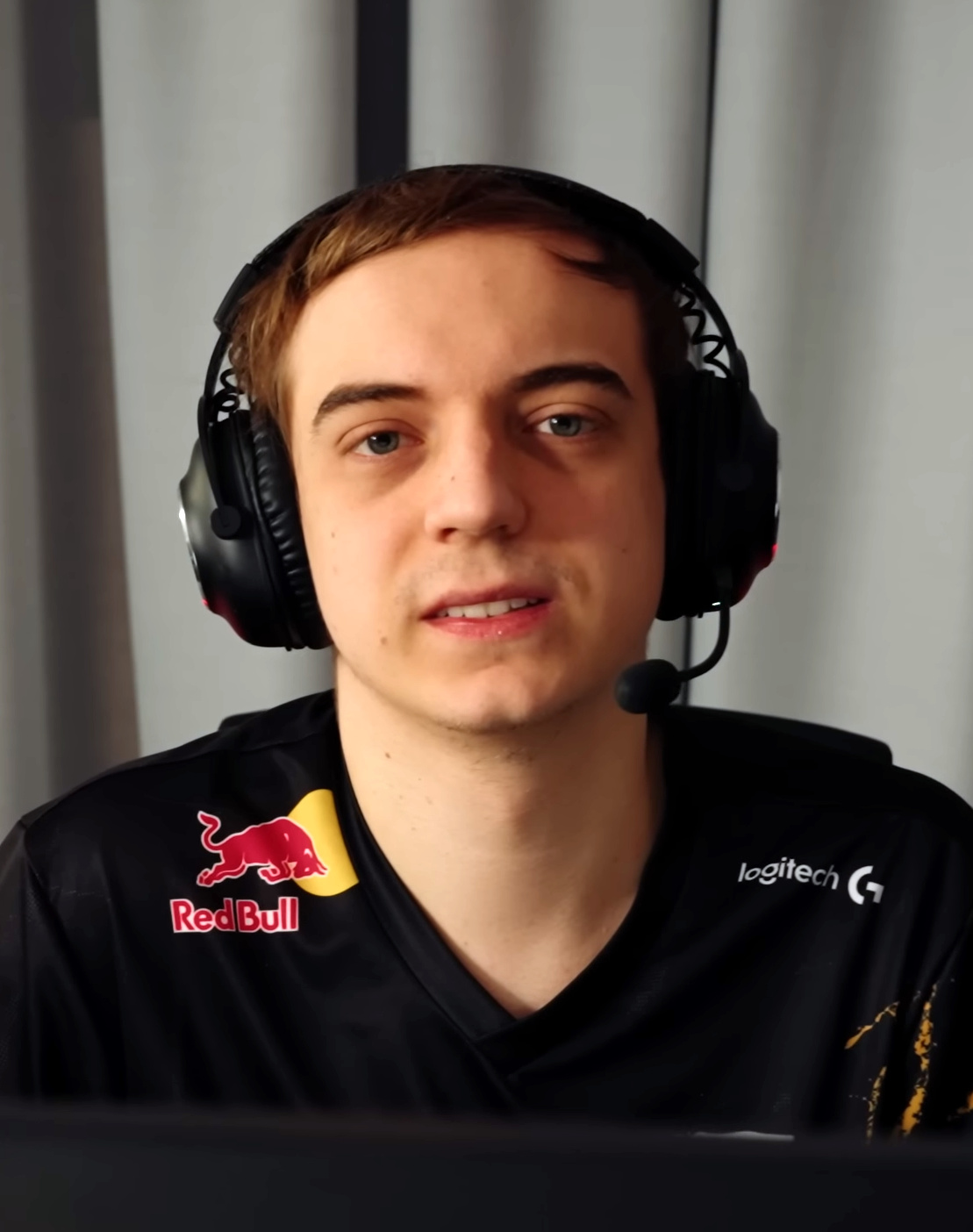
Rasmus Winther

Rasmus Borregaard Winther  (bürgerlicher Name)/ Caps (Spielertag) (* 17. November 1999 in Dänemark) ist ein E-Sportler in der Disziplin League of Legends. Seit dem 29. November 2018 spielt er bei G2 Esports als Midlaner.

## Karriere
Caps unterschrieb 2015 seinen ersten Vertrag und trat der Organisation Enigma Gaming bei. Während dieser Zeit macht sich Caps einen ersten Namen durch seine besondere Spielweise. Er bekam dabei auch seinen Spitznamen „Baby Faker“. In diesem Jahr spielte er auch erstmals gegen den Namengeber seines Spitznamens: Faker, in der europäischen Soloqueue. Im Jahr 2016 wechselte er zwischen fünf verschiedenen Teams, unter anderem Inspire eSports und Mousesports, eine Organisation, bei der auch der deutsche Spieler Tolkin bereits gespielt hat.
Das erste Hoch seiner Karriere entstand, als er im Dezember 2016 Fnatic beitrat und mit diesem Team in der damaligen EU LCS (heute LEC) spielte. Dort trat er in die Fußstapfen von Febiven. Bei seinem ersten Game am 19. Januar 2017 musste er bereits gegen den großen Konkurrenten G2 Esports spielen, dieses Game verlor Fnatic. Insgesamt beendeten sie den Spring Split 2017 mit dem 3. Platz. Im Summer Split dagegen holten sie sich den 1. Platz und Caps sich somit seinen ersten EU LCS Pokal.
2018 schaffte es Fnatic dann als erstes Europäisches Team ins Finale der League of Legends Weltmeisterschaft, auch genannt „Worlds“. Dort mussten sie eine 0:3-Niederlage gegen das Chinesische Team Invictus Gaming einstecken.
Im November 2018 trat Caps seinem aktuellen Team G2 Esports bei. Auch mit diesem Team gewann er 5 LEC-Titel und schaffte es 2019 wieder ins Finale der League of Legends  Weltmeisterschaft, erlitt aber erneut eine 0:3-Niederlage gegen das chinesische Team FunPlus Phoenix. Heute spielt Caps noch immer bei G2 Esports, er unterschrieb im Dezember 2021 einen Vertrag für weitere 4 Jahre.

## Teamgeschichte
| Team            | Rolle     | Start      | Ende      |
| --------------- | --------- | ---------- | --------- |
| Enigma Esports  | Mid       | 2015       | 2015      |
| Inspire eSports | Mid (Sup) | Jan 2016   | Juni 2016 |
| E-corp Gaming   | Mid       | Feb 2016   | März 2016 |
| mouseesports    | Mid       | April 2016 | Mai 2016  |
| Nerv            | Mid       | Juni 2016  | Juli 2016 |
| Dark Passage    | Mid       | Juli 2016  | Oct 2016  |
| Fnatic          | Mid       | Dez 2016   | Nov 2018  |
| G2 Esports      | Mid       | Nov 2018   | Jan 2020  |
| G2 Esports      | Bot       | Jan 2020   | Mai 2020  |
| G2 Esports      | Mid       | Mai 2020   | heute     |

## Errungenschaften

### Team-Titel
- MSI 2019[7]

- 14× LEC Titel[8] (Spring 2018, Summer 2018, Spring 2019, Summer 2019, Spring 2020, Summer 2020, Spring 2022, Winter 2023, Summer 2023, Season Finals 2023, Winter 2024, Spring 2024, Summer 2024. Season Finals 2024)
- 2× Rift Rivals (2018[9], 2019[10])
- TCL[11] (Summer 2016)

### Eigene Titel
- MSI MVP 2019[12]
- 3× LEC MVP (Summer 2018[13], Spring 2019[14], Summer 2020[15])
- 4× LEC Finals MVP (Summer 2020[16], Spring 2022[17], Winter 2023[18], Season Finals 2023[19])
- 9 × EU All-Pro 1. Team (Spring 2018[20], Summer 2018[21], Spring 2019[22], Summer 2019[23], Summer 2020[24], Spring 2021[25], Summer 2021[26], Winter 2023[27], Summer 2023[28])
- 2× EU All-Pro 2. Team (Summer 2017[29], Summer 2022[30])
- EU All-Pro 3. Team (Spring 2020)[31]

## Familie
Caps hatte bereits früh Berührpunkte mit Videospielen und Proplay. Sein großer Bruder Christoffer Borregaard Winther, der 10 Jahre älter ist als Rasmus, spielte in seiner Jugend viel Dota 2 und von März 2012 bis Juni 2017 tat er dies auch kompetitiv unter dem Namen „Ryze“. Caps gesamte Familie unterstützt ihn, hervorzuheben ist hierbei sein Vater Michael Winther, der mittlerweile auch als „Caps Dad“ sehr bekannt und beliebt bei den G2 Esports Fans ist. Dieser folgt Caps zu allen großen Events, meist zusammen mit der G2 Army, dem Fanclub von G2 Esports und auch im LEC Studio lässt er sich regelmäßig sehen.